# Gare de Saint-Marcellin (Isère)
La gare de Saint-Marcellin est une gare ferroviaire française de la ligne de Valence à Moirans, située sur le territoire de la commune de Saint-Marcellin dans le département de l'Isère, en région Auvergne-Rhône-Alpes.

## Situation ferroviaire
La gare de Saint-Marcellin (Isère) est située au point kilométrique 48,005 de la ligne de Valence à Moirans, son altitude est de 280 mètres.

## Historique
La ligne de Valence à Moirans a été ouverte le 9 mai 1864 par la Compagnie des chemins de fer de Paris à Lyon et à la Méditerranée (PLM).

## Service des voyageurs

### Desserte

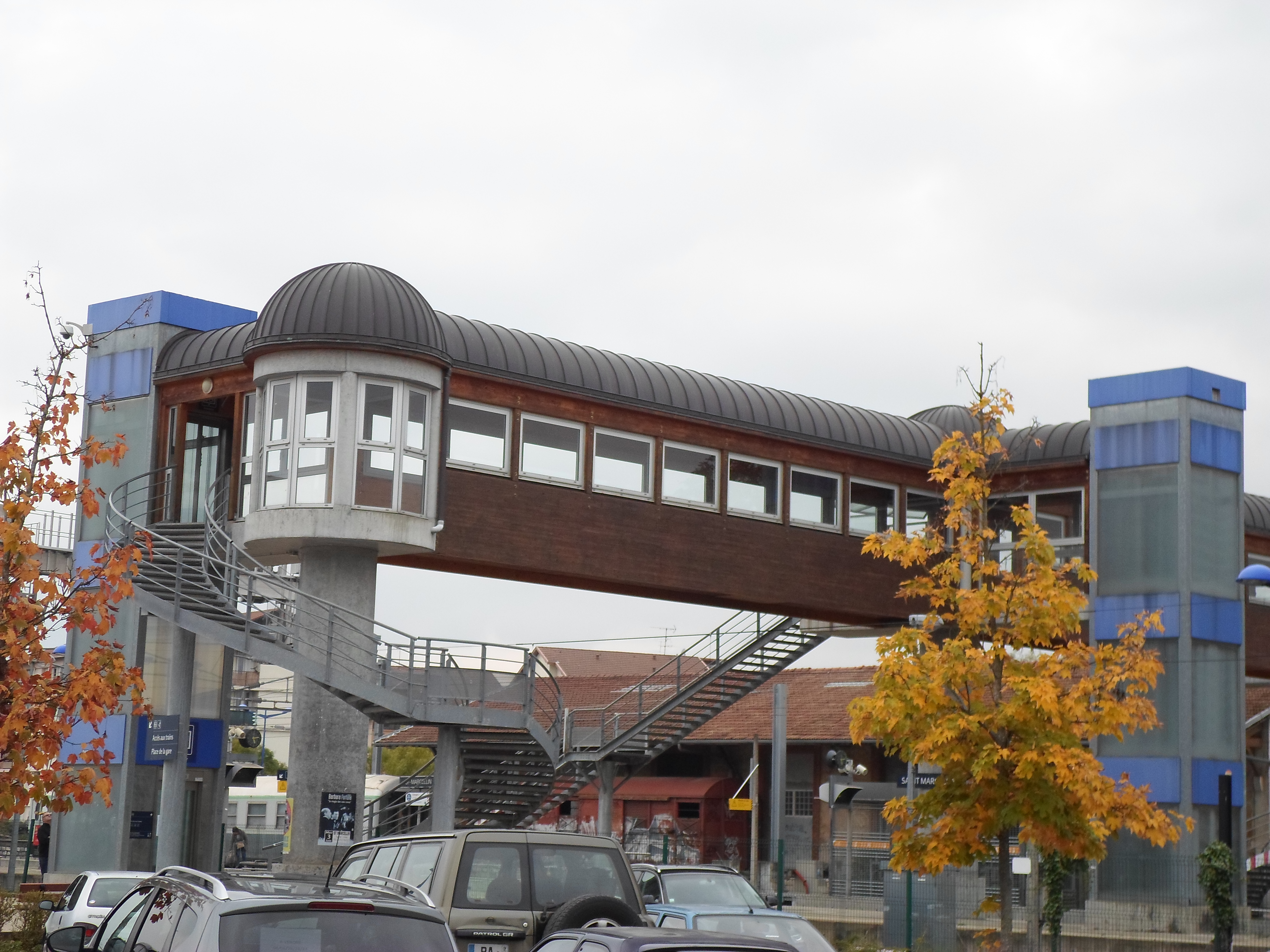
Passerelle de la gare.

Elle est desservie par les trains TER Auvergne-Rhône-Alpes, en provenance de Valence-Ville et à destination de Genève-Cornavin, de Grenoble, de Chambéry - Challes-les-Eaux, d'Annecy ou d'Évian-les-Bains.

### Correspondances
- Avec des lignes d'autobus du réseau urbain
- Avec les autocars départementaux

### Intermodalité
Pôle multimodal avec parking, garage à vélo et correspondance avec les autocars Cars Région Isère.